# 24 نوفمبر
- السبت
- الأحد
- الاثنين
- الثلاثاء
- الأربعاء
- الخميس
- الجمعة

- 110 جمادى الأولى 1447  هـ
- 211 جمادى الأولى 1447  هـ
- 312 جمادى الأولى 1447  هـ
- 413 جمادى الأولى 1447  هـ
- 514 جمادى الأولى 1447  هـ
- 615 جمادى الأولى 1447  هـ
- 716 جمادى الأولى 1447  هـ
- 817 جمادى الأولى 1447  هـ
- 918 جمادى الأولى 1447  هـ
- 1019 جمادى الأولى 1447  هـ
- 1120 جمادى الأولى 1447  هـ
- 1221 جمادى الأولى 1447  هـ
- 1322 جمادى الأولى 1447  هـ
- 1423 جمادى الأولى 1447  هـ
- 1524 جمادى الأولى 1447  هـ
- 1625 جمادى الأولى 1447  هـ
- 1726 جمادى الأولى 1447  هـ
- 1827 جمادى الأولى 1447  هـ
- 1928 جمادى الأولى 1447  هـ
- 2029 جمادى الأولى 1447  هـ
- 2130 جمادى الأولى 1447  هـ
- 221 جمادى الآخرة 1447  هـ
- 232 جمادى الآخرة 1447  هـ
- 243 جمادى الآخرة 1447  هـ
- 254 جمادى الآخرة 1447  هـ
- 265 جمادى الآخرة 1447  هـ
- 276 جمادى الآخرة 1447  هـ
- 287 جمادى الآخرة 1447  هـ
- 298 جمادى الآخرة 1447  هـ
- 309 جمادى الآخرة 1447  هـ
- 110 جمادى الآخرة 1447  هـ
- 211 جمادى الآخرة 1447  هـ
- 312 جمادى الآخرة 1447  هـ
- 413 جمادى الآخرة 1447  هـ
- 514 جمادى الآخرة 1447  هـ

24 نوفمبر أو 24 تشرين الثاني أو يوم 24\11 (اليوم الرابع والعشرين من الشهر الحادي عشر) هو اليوم الثامن والعشرين بعد الثلاثمائة (328) من السنة، أو التاسع والعشرين بعد الثلاثمائة (329) في السنوات الكبيسة، وفقًا للتقويم الميلادي الغربي (الغريغوري). يبقى بعده 37 يومًا على انتهاء السنة.

## أحداث
- 1642 ـ أبل تاسمان يصبح أول أوروبي يكتشف جزيرة أرض فان ديمن (التي أُطلق عليها لاحقًا اسم تسمانيا).
- 1953 - صدور قرار مجلس الأمن الدولي رقم 101 والذي أدان فيه إسرائيل بسبب مذبحة ارتكبتها في قرية قبية قرب بيت لحم.
- 1961 - رفع علم الكويت الجديد.
- 1963 - اغتيال لي هارفي أوزوالد المتهم بقتل الرئيس الأمريكي جون كينيدي.
- 1965 -
  - الشيخ صباح السالم الصباح يتولى الحكم في الكويت خلفًا لأخيه الشيخ عبد الله السالم الصباح.
  - موبوتو سيسيسيكو يستولي على السلطة في الكونغو ويغير اسمها إلى زائير.
- 1989 -
  - انتخاب إلياس الهراوي رئيسًا للجمهورية اللبنانية بعد يومين من اغتيال الرئيس رينيه معوض.
  - اغتيال عبد الله عزام إثر تفخيخ سيارته التي كانت تقله لأداء صلاة الجمعة في باكستان.
- 1993 - اغتيال عماد عقل أحد القادة البارزين في حركة حماس بسبعين رصاصة.
- 1998 -
  - قائد الجيش اللبناني العماد إميل لحود يتسلم السلطة في لبنان رئيسًا للجمهورية خلفًا للرئيس إلياس الهراوي.
  - رئيس السلطة الوطنية الفلسطينية ياسر عرفات يفتتح مطار غزة الدولي، وأول طائرة ركاب تصل من مصر.
- 2007 -
  - رئيس الجمهورية اللبنانية المنتهية ولايته إميل لحود يغادر قصر بعبدا بحفل وداع رسمي في أول دقائق اليوم.
  - انتخابات عامة في أستراليا أدت إلى هزيمة رئيس الوزراء جون هاوارد وفوز منافسه كيفن رود.
- 2013 -
  - توقيع اتفاق مؤقت بين إيران ومجموعة 5+1 يتعلق بالبرنامج النووي الإيراني.
  - بعد توتر متصاعد في العلاقات المصرية التركية، مصر تطرد السفير التركي في القاهرة وتركيا ترد بطرد سفير مصر في أنقرة.
  - ارتفاع عدد حالات الوفاة في السعودية الناتجة عن فيروس كورونا إلى 55 حالة وفاة من أصل 130 إصابة.
- 2015 -
  - تُركيا تُسقط طائرة سوخوي 24 روسيَّة من الطائرات المُشاركة في الحرب في سوريا، بدعوى خرقها للأجواء التُركيَّة.
  - 5 قتلى و14 جريح بينهم مستشارين بهجوم إنتحاري على فندق للقضاة بمدينة العريش بسيناء تبناه تنظيم الدولة الإسلامية.
  - هجوم إرهابي استهدف قوات الأمن الرئاسي التونسية خلف أكثر من 12 قتيلًا في قلب تونس العاصمة.
- 2017 - مقتل 305 أشخاص وإصابة 128 آخرين في هجوم إرهابي على مسجد الروضة ببئر العبد شمال سيناء.
- 2019 - الهلال السعودي بطل كأس دوري أبطال آسيا 2019 بعد تغلبه على فريق أوراوا الياباني بنتيجة المباراتين ذهاب إياب 3 - 0
- 2022 - تعيين أنور إبراهيم رئيسًا للوزراء في ماليزيا، بعد الانتخابات العامة التي أنتجت برلمانًا معلقًا.
- 2023 - بدء وقف مؤقت لإطلاق النار في غزة بوساطة قطرية، مقابل تبادل محدود للأسرى وإدخال مواد طبية وإغاثية ووقود إلى قطاع غزة.

## مواليد
- 1632 - باروخ سبينوزا، فيلسوف هولندي.
- 1655 - كارل الحادي عشر، ملك السويد.
- 1712 - علي باي بن حسين بن علي، رابع بايات تونس.
- 1784 - زكاري تايلور، رئيس الولايات المتحدة الثاني عشر.
- 1849 - فرانسيس هودسون برنيت، كاتبة إنجليزية.
- 1876 - هيديو نوغوتشي، عالم أحياء دقيقة ياباني.
- 1884 - إسحاق بن تسفي، رئيس إسرائيل الثاني.
- 1888 -
  - ديل كارنيجي، كاتب أمريكي.
  - فريتز كلاين، طبيب ألماني ارتكب جرائم ضد الإنسانية بحق نزلاء معسكرات الاعتقال إبان الحرب العالمية الثانية.
- 1913 - أبو الحسن الندوي، مفكر وداعية إسلامي هندي.
- 1925 - سيمون فان دير مير، عالم فيزياء هولندي حاصل على جائزة نوبل في الفيزياء عام 1984.
- 1926 - تسونج لي، عالم فيزياء أمريكي حاصل على جائزة نوبل في الفيزياء عام 1957.
- 1935 - خليفة بن سلمان آل خليفة، رئيس وزراء البحرين.
- 1936 - شويكار، ممثلة مصرية.
- 1940 - شعبان حسين، ممثل مصري.
- 1941 - عبد القادر بن صالح، دبلوماسي وسياسي جزائري.
- 1946 - ميرفت أمين، ممثلة مصرية.
- 1955 - نجيب ميقاتي، رئيس وزراء لبنان.
- 1959 - أكيو أوتسوكا، ممثل أداء صوتي ياباني.
- 1961 - أرونداتي روي، كاتبة هندية.
- 1962 - هانز جيورج ماسن، موظف مدني ألماني، رئيس المكتب الاتحادي لحماية الدستور.
- 1966 - سوزان نجم الدين، ممثلة سورية.
- 1977 - كولن هانكس، ممثل أمريكي.
- 1978 -
  - إنجي شرف، ممثلة مصرية.
  - كاثرين هيغل، ممثلة أمريكية.
- 1983 - دين أشتون، لاعب كرة قدم إنجليزي.
- 1993 - هانده أرتشل، ممثلة تركية.

## وفيات
- 654 - كوتوكو، إمبراطور اليابان السادس والثلاثون .
- 1572 - جون نوكس، مصلح ديني اسكتلندي.
- 1848 - وليام لامب، رئيس وزراء المملكة المتحدة.
- 1870 - لوتريامون، شاعر فرنسي
- 1904 - الفاضل الشرابياني، عالم مسلم ومدرس إيراني.
- 1929 - جورج كليمنصو، رئيس وزراء فرنسا.
- 1958 - روبرت سيسيل، سياسي ومحامي بريطاني حاصل على جائزة نوبل للسلام عام 1937.
- 1963 - لي هارفي أوزوالد، المتهم بقتل الرئيس جون كينيدي.
- 1965 - عبد الله السالم الصباح، أمير دولة الكويت.
- 1980 - محمود خليل الحصري، قارئ قرآن مصري.
- 1989 - عبد الله عزام، أحد قادة الأفغان أثناء الغزو السوفيتي.
- 1991 - فريدي ميركوري أحد أعضاء فرقة كوين.
- 1992 - ثيودور إديسون مخترع أمريكي وهو الابن الثالث للمخترع توماس إديسون
- 1993 - عماد عقل، قائد بحركة حماس.
- 1999 - فرناندو فرنانديز، مغني وممثل مكسيكي.
- 2001 - محمود أبو هنود، قائد بحركة حماس.
- 2002 - جون رولز، فيلسوف أمريكي.
- 2003 - لؤي الأتاسي، رئيس سوريا.
- 2012 - عبد العزيز بن يحيى اليحيى، فقيه حنبلي وقاضي سعودي.
- 2014 - عصام عبه جي، مُمثل سوري.
- 2015 - أوليغ بيشكوف، طيار حربي روسي، حاصل على وسام بطل الاتحاد الروسي.
- 2017 - إبراهيم خفاجي، شاعر غنائي سعودي معاصر، أحد أعماله النشيد الوطني السعودي.
- 2018 - شاكر خصباك، جغرافي وكاتب قصصي ومسرحي عراقي.

## أعياد ومناسبات
- يوم التطور.
- يوم المعلم في تركيا.

## وصلات خارجية
- وكالة الأنباء القطريَّة: حدث في مثل هذا اليوم.
- النيويورك تايمز: حدث في مثل هذا اليوم.
- BBC: حدث في مثل هذا اليوم.